# 石橋鞆次郎
石橋 鞆次郎（いしばし ともじろう、1891年11月20日 - 没年不詳）は、日本の裁判官。

## 略歴
石橋次作の二男として、福岡県早良郡田隈村に生まれる。1912年福岡県立中学修猷館を経て、1917年早稲田大学英語第一法律科（司法科）卒業。
1921年判事に任官し、長崎地方裁判所、福岡地方裁判所、熊本地方裁判所、鹿児島地方裁判所、大分地方裁判所、1947年11月福岡高等裁判所の各判事を務めた後、1951年12月佐賀地方裁判所所長兼佐賀家庭裁判所所長を経て、1954年10月鹿児島地方裁判所所長兼鹿児島家庭裁判所所長に就任。